# Internationale Schweizer Eishockeymeisterschaft 1915/16
Die Saison 1915/16 war die erste reguläre Austragung der Internationalen Schweizer Eishockeymeisterschaft. Meister wurde der Akademische EHC Zürich.

## Hauptrunde

### Gruppe 1
| Pl. | Team                        | Sp. | S | U | N | Pkt. |
| --- | --------------------------- | --- | - | - | - | ---- |
| 1.  | Club des Patineurs Lausanne | 2   | 1 | 1 | 0 | 3    |
| 2.  | HC Servette                 | 2   | 1 | 0 | 1 | 2    |
| 3.  | HC Rosey-Rolle              | 2   | 0 | 1 | 1 | 1    |

### Gruppe 2
| Pl. | Team                    | Sp. | S | U | N | Pkt. |
| --- | ----------------------- | --- | - | - | - | ---- |
| 1.  | Akademischer EHC Zürich | 2   | 2 | 0 | 0 | 4    |
| 2.  | HC Les Avants           | 2   | 1 | 0 | 1 | 2    |
| 3.  | HC La Villa             | 2   | 0 | 0 | 2 | 0    |

## Meisterschaftsfinal
- Akademischer EHC Zürich – Club des Patineurs Lausanne 7:2